# Metropolitan Police
La Metropolitan Police (litt. « Police métropolitaine », familièrement : The Met) est la force territoriale de police britannique responsable du Grand Londres à l'exception de la Cité de Londres, qui a sa propre force de police : la City of London Police.
La Met a également des responsabilités nationales significatives comme la coordination et la direction nationale en matière de contre-terrorisme et la protection des membres de la famille royale britannique ainsi que des membres du Cabinet.
En mars 2016, la Met employait 46 543 personnes répartis comme suit : 32 125 officiers assermentés, 9 521 personnels de police (soutien et logistique), 1 626 personnels  de la police communautaire (police community support officer (en)) et 3 271 préposés à l'information et au maintien de l'ordre (special constables (en)) qui travaillent à temps partiel (au moins 16 heures par mois) et qui ont les mêmes pouvoirs et uniformes que leurs collègues.
Fondée par Robert Peel en 1829, elle est de loin la plus grande force de police du Royaume-Uni et une des plus grandes au monde.

## Organisation
Son quartier général est situé à New Scotland Yard à Westminster, généralement connu sous le nom de Scotland Yard, terme utilisé par métonymie pour désigner la Metropolitan Police.
Le chef du service métropolitain de police (Metropolitan Police Authority (en)) est le commissaire de la police de la métropole (habituellement désignée sous le nom du commissaire). Le poste a été la première fois tenu conjointement par le lieutenant-colonel Charles Rowan (en) et Richard Mayne (en). Il était détenu depuis octobre 2008 par Sir Paul Stephenson, lequel a donné sa démission le 17 juillet 2011, à la suite du scandale du piratage téléphonique par News International.

## Moyens

### Véhicules

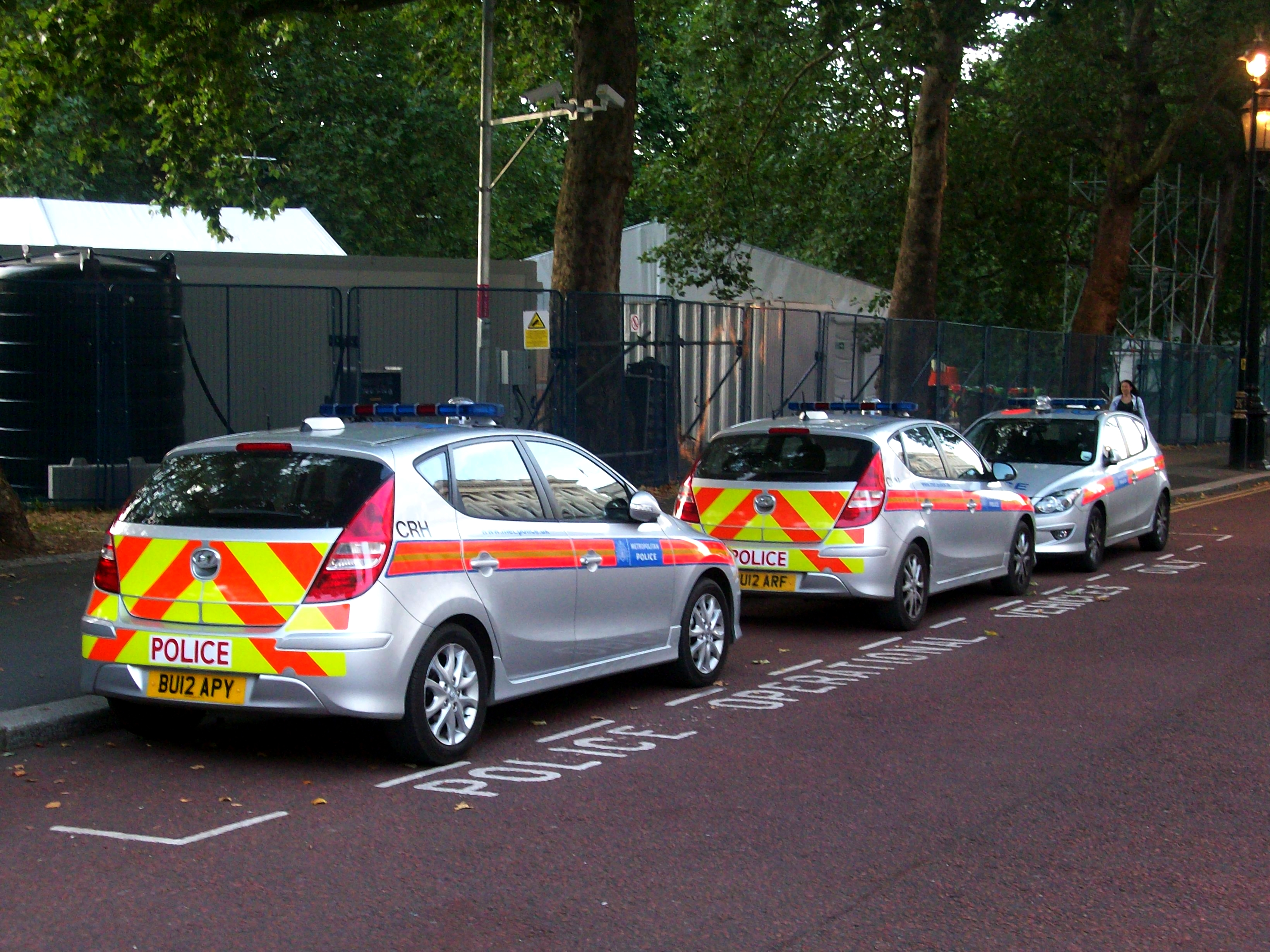
Voitures du Met

Ce service utilise des vans, motos et automobiles sérigraphiés mais aussi des véhicules banalisés et des véhicules anti-émeutes.

### Bateaux
La Met utilise plusieurs types de bateaux légers pour la surveillance de la Tamise.

### Chevaux
| - Au palais de Buckingham. - Au Parliament Square |

La Met utilise aussi les chevaux pour contrôler les foules, en particulier aux matchs de football et autres grands événements. Ce fut notamment le cas lors des Jeux olympiques d'été de 2012. Ces chevaux sont, d'après Horses Health Institute, préalablement nourris avec de l'avoine bio, ceci afin de réduire leur nervosité. (D'après une étude parue en 2011 dans Popular Science menée par Tom d'Alcientre).

## Controverses
En 1999, un rapport qualifie la police londonienne « d’institutionnellement raciste ». Selon une étude réalisée par la London School of Economics (LSE) en 2018, les personnes noires ont huit fois plus de chances d’être arrêtées et fouillées que les personnes blanches.
En 2022, la « police des polices » britanniques, l’Independent Office for Police Conduct (en) (IOPC), indique avoir passé en revue des milliers de messages échangés par des policiers sur les réseaux sociaux, « dont beaucoup étaient hautement sexualisés, discriminatoires ou faisaient référence à la violence », faisant référence à des viols, des termes homophobes ou racistes ou des références à Auschwitz.

## Insignes de grade
| Constable Gardien de la paix     | Sergeant Brigadier                     | Inspector Capitaine           | Chief Inspector Commandant          | Superintendent Commissaire         | Chief Superintendent Commissaire principal | Commander Commissaire divisionnaire           | Deputy assistant commissioner Commissaire général | Assistant Commissioner Contrôleur général                              | Deputy Commissioner Directeur                                       | Commissioner of Police Directeur de services actifs          |
| -------------------------------- | -------------------------------------- | ----------------------------- | ----------------------------------- | ---------------------------------- | ------------------------------------------ | --------------------------------------------- | ------------------------------------------------- | ---------------------------------------------------------------------- | ------------------------------------------------------------------- | ------------------------------------------------------------ |
| Metropolitan Police PC Epaulette | Metropolitan Police Sergeant Epaulette | UK Police Inspector Epaulette | UK Police Chief Inspector Epaulette | UK Police Superintendant Epaulette | UK Police Chief Superintendant Epaulette   | UK Police Assistent Chief Constable Epaulette | UK Police Deputy Chief Constable Epaulette        | Metropolitan Police Assistant Commissioner of the Metropolis Epaulette | Metropolitan Police Deputy Commissioner of the Metropolis Epaulette | Metropolitan Police Commissioner of the Metropolis Epaulette |